# كارل شبيتلر
كارل شبيتلر هو أديب سويسري يكتب باللغة الألمانية ولد في 24 أبريل 1845 في مدينة بازل وتوفي في 29 ديسمبر 1924. حصل على جائزة نوبل في الأدب لسنة 1919. من مؤلفاته ملحمة «بروميته» و«ربيع أولمبي»

## روابط خارجية
- كارل شبيتلر على موقع الموسوعة البريطانية (الإنجليزية)
- كارل شبيتلر على موقع إن إن دي بي (الإنجليزية)
- كارل شبيتلر على موقع ديسكوغز (الإنجليزية)